# Ludwig Maximilian zu Ysenburg-Büdingen (1791–1821)
Graf Ludwig Maximilian zu Ysenburg-Büdingen (* 21. Mai 1791 in Wächtersbach; † 25. Februar 1821 ebenda) war ein deutscher Standesherr und Mitglied der Ersten Kammer der Landstände des Großherzogtums Hessen.

## Leben

### Herkunft und Familie
Ludwig Maximilian zu Ysenburg-Büdingen wurde als Sohn des Grafen Ludwig Maximilian zu Ysenburg und Büdingen (1741–1805) und dessen Gemahlin Gräfin Auguste zu Sayn-Wittgenstein (1763–1800) geboren. Sein Bruder Adolf (1795–1859) war Kaiserlicher Offizier und Abgeordneter der Landstände.

### Wirken
Ludwig Maximilian war zum Tod seines Vaters erst 14 Jahre alt. Er kam daher gemeinsam mit seinem Bruder an den Hof von seinem Vormund Carl von Isenburg-Birstein nach Offenbach. Die väterliche Grafschaft Ysenburg-Büdingen-Wächtersbach wurde 1806 mediatisiert und dadurch zu einem Teil des Fürstentums Isenburg. Ludwig Maximilian besuchte die Schule in Heidelberg und studierte dann in Göttingen, bevor er im Jahre 1812 die Verwaltung der Grafschaft Ysenburg übernahm. Nach dem Ende der napoleonischen Herrschaft begann seine Karriere beim Hessischen Militär. Er wurde schließlich Oberst des allgemeinen Aufgebots der Grafschaft Isenburg im Dienste des Landgrafen Wilhelm I. In den Jahren 1820/1821 war er Mitglied der Ersten Kammer des Landtags des Großherzogtums Hessen. Er blieb unverheiratet und hatte keine Kinder. Nach seinem Tod erbte sein Bruder Adolf Standesherrschaft.